# Syntherata
Syntherata — род чешуекрылых из семейства павлиноглазок и подсемейства Arsenurinae.

## Систематика
В состав рода входят:
- Syntherata janetta (White, 1843) — Австралия
- Syntherata leonae Lane, 2003 — Австралия